# Atef Bseiso
Pour les articles homonymes, voir Bseiso.
Atef Bseiso (عاطف بسيسو), né le 23 août 1948 en Palestine et mort le 8 juin 1992 à Paris en France, est un officiel palestinien. Soupçonné d'être impliqué dans le massacre de Munich de 1972, il est assassiné par le Mossad, les services secrets israéliens, dans le cadre de l'opération Colère de Dieu.

## Biographie
Né en Palestine le 23 août 1948, en pleine période de conflit et d'exode à la suite de la création de l'état d'Israël le 14 mai 1948, Atef Bseiso est issu d'une grande famille palestinienne de Gaza.
Après des études à Beyrouth, au Liban, il rejoint à dix-sept ans l'Organisation de libération de la Palestine (OLP). Devenu membre du Conseil révolutionnaire du Fatah, la principale composante de l’OLP, il travaille avec des responsables de la sécurité tels qu'Ali Hassan Salameh (tué en 1979 à Beyrouth) et Abou Iyad (tué en 1991 à Carthage). Bseiso est par ailleurs soupçonné d'avoir été impliqué dans la prise d'otages des Jeux olympiques de Munich de 1972 (cette participation n'a toujours pas été formellement prouvée aujourd'hui). Il est inscrit sur la « liste Golda » énumérant les personnalités palestiniennes à éliminer en représailles dans le cadre de l'opération Colère de Dieu (aussi appelée Baïonnette). 
Au début des années 1990, Atef Bseiso vit le plus souvent à Tunis, alors siège de l'OLP, avec sa femme et ses trois enfants, mais aussi quelquefois en Allemagne, dans le cadre de ses activités.

### L'assassinat du 8 juin 1992
Début juin 1992, notamment sous l'influence de son représentant local Ibrahim Souss, l'OLP a construit de bonnes relations avec la France du président Mitterrand. L'organisation est également mieux perçue dans les pays européens. C'est à cette date, vingt ans après le massacre de Munich, qu'est décidée l'élimination d'Atef Bseiso, alors « responsable de l’OLP pour les opérations extérieures sur la scène européenne ». Bien que cette explication ne soit pas assurée, il s'agirait, par cette opération, de ternir l'image de Palestiniens toujours liés aux activités terroristes. Par ailleurs, des élections israéliennes devant prochainement avoir lieu, il s'agit peut-être aussi de montrer à ses concitoyens la détermination du gouvernement du Likoud de Yitzhak Shamir face à la montée du parti travailliste de Rabin.
Atef Bseiso, ancien adjoint du chef des services de sécurité de l’OLP Salah Khalaf (dit Abou Iyad) à qui il succède de facto après son élimination par le Mossad l’année précédente, est chargé des contacts avec les services de renseignements étrangers, notamment au sujet de la sécurité des personnalités palestiniennes en visite en Europe. À ce titre, il vient en France le dimanche 7 juin 1992 pour rencontrer des responsables de la Direction de la Surveillance du territoire (DST), le service de contre-espionnage français. Arrivant de Berlin au volant de son véhicule, une Jeep Renegade blanche, il est alors probablement « repéré » par les services israéliens qui ont eu vent de certains de ses propos tenus chez des garagistes allemands. Dans la nuit du dimanche 7 juin au lundi 8 juin 1992, Atef Bseiso est assassiné devant l’hôtel Le Méridien à Montparnasse, où il venait de dîner avec des amis, alors qu'il entre dans une voiture qui le raccompagne. Par un travail de professionnel, deux jeunes tueurs en jogging et baskets tirent sur lui à plusieurs reprises avec un 9 mm muni d'un silencieux et équipé d'un sac recevant les douilles afin de ne laisser aucune trace. Ils achèvent leur victime d'une balle dans la tête.

### Sources
- Françoise Germain-Robin, « Un crime de professionnels », article de L'Humanité du 9 juin 1992. Lien
- Françoise Germain-Robin, « Pistes parallèles », article de L'Humanité du 10 juin 1992. Lien
- Jean-Marie Pontaut, « Quand le Mossad tuait à Paris… », article de L'Express du 19 février 2010. Lien
- (en) Youssef M. Ibrahim, « June 7-13: Intriguing Theories ; A Murder in Paris Thins P.L.O. Leadership », article du journal The New York Times du 14 juin 1992. Lien
- (en) Aaron J. Klein, Striking back : the 1972 Munich Olympics Massacre and Israel's deadly response, 2005, 256 p.
- (en) Simon Reeve, One day in September : the full story of the 1972 Munich Olympics massacre, 2000, 304 p. (pages 215-217)